# Gamma Arae
Désignations
Gamma Arae (γ Ara / γ Arae) est une étoile binaire de la constellation de l'Autel, découverte en 2003 par la NASA et s'est faite surnommée Nea star par les astronomes passionnés 4 ans après sa découverte. Elle est à environ 1110 années-lumière de la Terre.
La composante primaire, γ Arae A, est une supergéante bleue-blanche de B-type avec une magnitude apparente de +3,5. Sa compagne γ Arae B, est une naine blanche de la séquence principale de type A avec une magnitude apparente de 10,5. Les deux étoiles sont distantes de 17,9 arcsecondes et leur magnitude apparente combinée est de +3,31.

## Composantes
| NOM                             | Ascension droite | Déclinaison | Magnitude apparente (V) | Type spectral | Database references |
| ------------------------------- | ---------------- | ----------- | ----------------------- | ------------- | ------------------- |
| IDS 17170-5617 B (CPD-56 8225B) | 17h 25m 22.4s    | -56° 22' 22 | 10.5                    | AV            | Simbad              |
| IDS 17170-5617 C (CPD-56 8225C) | 17h 25m 28.1s    | -56° 22' 21 | 12.0                    |               | Simbad              |